# ديانا بيك
ديانا جين كينلوه بيك (بالإنجليزية: Diana Beck)‏ (29 حزيران 1900 - 3 آذار 1956)، جراحة أعصاب إنكليزية ومن المحتمل أنها كانت أول جراحة أعصاب أنثى، أسست شعبة الجراحة العصبية في مشفى ميدَليسكس في لندن واكتسبت هناك شهرة واسعة لإجرائها عملية جراحية عصبية للكاتب أ.أ.ميلني.

## السيرة الذاتية
ولدت ديانا بيك في عام 1900 في مدينة هوليي في شيستر للخياط جيمس بيك وزوجته مارغريت هيلينا كينلوخ، وقد ذهبت إلى المدرسة الملكية قبل دراستها للطب في كلية لندن للطب الخاصة بالإناث إذ ربحت جائزتين ومنحة تعليمية، وبعد تخرجها في عام 1925 عملت في مشفى رويال المجاني كطبيبة جراحة مقيمة ثم جراحة استشارية خلال الثلاثينيات من القرن الماضي، وقد اختارت أن تتخصص في جراحة الأعصاب وتدربت على يدي هيو كارنيز في مشفى رادكليف في أوكسفورد حيث عملت أيضًا كجراحة عامة تقدم العلاج للجنود المصابين أثناء الحرب.
```
في عام 1939 مُنحت المنحة الدراسية البحثية المسماة منحة ويليم جيبسون للنساء الطبيبات من قبل الجمعية الملكية للطب واستخدمتها لتمويل بحث في أوكسفورد مع دورثي ستوارت روسيل، وباستخدام تجارب الحيوانات بحثا في أسباب ارتفاع التوتر الشرياني داخل القحف مجهول السبب، وجربا استخدام عدة مواد كطعوم من أجل عملية رأب القحف (رأب القحف هي عملية جراحية تجرى لتصحيح عيب عظمي في الجمجمة يحدث نتيجة لرضوض الجمجمة أو بشكل تالٍ للعمليات الجراحية العصبية).
[
5
]
```

عُينت ديانا بيك استشارية جراحة عصبية في مشفى رويال المجاني في عام 1943، ولكن في السنة التالية أجبرتها الحرب الدائرة على الانتقال إلى مشفى تشيس فارم وبريستول لتقديم المشورة الجراحية العصبية إلى شعبة طب الطوارئ للجنوب الغربي من إنكلترا، أصبحت بيك استشارية جراحة أعصاب في مشفى ميدَليسكس في عام 1947 ما جعلها أول استشارية أنثى في مشفى لندن التعليمي والتي لا تقبل الطالبات الإناث.
في مشفى ميدَليسكس كانت أول امرأة وأول جراح أعصاب ضمن الطاقم، إضافة إلى كونها استشاري جراحة الأعصاب الوحيد في أوروبا الشرقية وشمال أمريكا، وقامت بيك بإنشاء شعبة الجراحة العصبية في مشفى ميدَليسكس وتشغيلها ونشرت بحثًا مهمًا حول علاج النزف داخل القحف.
في عام 1952 حصلت على اهتمام الصحافة نتيجة قيامها بإجراء عملية جراحية عصبية ل أ.أ.ميلني (كاتب قصة ويني الدب) بعد شهرين من تعرضه لسكتة دماغية ، وقد أشادت بها صحيفة التايمز ووصفتها بأنها (قطعة مميزة من الجراحة)، إلا أن كاتبة السيرة الذاتية الخاصة بميلني (آن ثوايت) ادعت أن الجراحة تركته مشلولًا جزئيًا مع تغير ملحوظ في شخصيته وقد توفي بعد ثلاث سنوات من العمل الجراحي.
عانت بيك من الوهن العضلي الوخيم myasthenia gravis وخضعت لعملية استئصال التوتة في عام 1956 من أجل علاج نوبات الوهن العضلي، وتوفيت بعد الجراحة سريعًا بصمة رئوية في 3 آذار 1956.

## أول جراحة أعصاب أنثى
عدَّ سجل الجراحة العصبية الموضوع في عام 2008 بيك أول جراحة أعصاب أنثى، وقد كان هذا الادعاء موجودًا أيضًا من أجل الطبيبة الرومانية سوفيا لونيسكو، على الرغم من أن الكاتب أشار إلى أن لونيسكو أنهت كلية الطب في عام 1945 في الوقت الذي كانت فيه بيك تعمل بشكل مسبق كاستشارية في جراحة الأعصاب.